# ماتیاس فریتزلر
ماتیاس فریتزلر (انگلیسی: Matías Fritzler؛ زادهٔ ۲۳ اوت ۱۹۸۶) بازیکن فوتبال اهل آرژانتین است که در پست هافبک برای دانوبیو بازی می‌کند.